# Серитико (Фрозиноне)
Серитико је насеље у Италији у округу Фрозиноне, региону Лацио.
Према процени из 2011. у насељу је живело 272 становника. Насеље се налази на надморској висини од 454 м.